# アンサンブルofトウキョウ
アンサンブルofトウキョウは、1986年に金昌国(フルート、指揮)が結成したクラシックの室内楽演奏団体。音楽大学の教員やオーケストラの首席奏者がメンバーに名を連ねる。

## 活動
年4回の定期演奏会を紀尾井ホールで開催する。2011年10月には25周年100回目を迎えた。海外公演も行っている。
第15回(2004年度)日本管打楽器アカデミー賞（特別部門）受賞。

## メンバー
- 金昌国(フルート、指揮)　日本音楽コンクール第1位・ジュネーヴ国際音楽コンクール第2位(1位なし)・神戸市文化賞受賞・東京芸大教授(2010年退官)・アジアフルート連盟会長
- 小林美恵(ソロ ヴァイオリン)　(ロン＝ティボー国際コンクール第1位(日本人初)・以後ソリストとして国際的に活躍。
- 大林修子(ソロ ヴァイオリン)　日本音楽コンクール第3位松下賞・パガニーニ国際音楽コンクール特別賞・NHK交響楽団
- 玉井菜採(ソロ ヴァイオリン)　プラハの春国際コンクール第1位・バッハ国際コンクール第2位(1位なし)・ストラディバリウスコンクール第1位シベリウス国際コンクール第2位他・東京芸大准教授
- 蒲生克郷(ヴァイオリン)　東京芸大非常勤講師・芸大フィルハーモニアコンサートマスター・エルデーディ弦楽四重奏団
- 浅井万水美(ヴァイオリン)　第1回福島賞・安宅賞受賞・セントラル愛知交響楽団コンサートマスター
- 吉原葉子(ヴァイオリン)　日本室内楽コンクール入賞・マリア・カナルス国際コンクール第2位
- 吉村知子(ヴァイオリン ヴィオラ)　ヴィニアフスキ国際コンクール入賞・ティボー・ヴァルガ国際コンクール第1位・新日本フィルハーモニー交響楽団第2ヴァイオリン首席奏者
- 大野かおる(ヴィオラ)　東京国際音楽コンクール第1位・英国ターティス国際コンクール特別賞・東京芸大、東京音大、エリザベート音大講師
- 川中子紀子(ヴィオラ)　ジュネーヴ国際音楽コンクール入選・リンツ・ブルックナー交響楽団首席奏者・ウィーン・フォルクスオパー副首席奏者を経て帰国東京芸大非常勤講師
- 岡さおり(ヴィオラ)　第9回宝塚ベガコンクール入選・東京芸大大学院修了
- 河野文昭(チェロ)　日本音楽コンクール第1位・京都音楽賞など受賞・ソリスト、室内楽奏者として活躍・東京芸大教授
- 羽川真介(チェロ)　東京芸大非常勤講師・芸大フィルハーモニア首席奏者
- 永島義男(コントラバス)　中島健蔵音楽賞受賞など・ソリスト、室内楽奏者として国内外で活躍・東京芸大教授
- 梅村祐子(ピアノ チェンバロ)　シュポア国際音楽コンクール伴奏賞・ソナタ賞受賞・内外の演奏家との共演多数
- 菊池百合子(ピアノ チェンバロ)　ウィーン・国際ゼミナールコンクール第1位・内外の演奏家との共演多数
- 青山聖樹(オーボエ)　NHK交響楽団首席奏者・東京芸大、武蔵野音大にて後進の指導にあたる・アンサンブルアマデー代表